# Giusy Ferreri
Giusy Ferreri, all'anagrafe Giuseppa Gaetana Ferreri (Palermo, 18 aprile 1979), è una cantautrice italiana.
Dopo diverse esperienze musicali con svariate band e come solista, ha raggiunto la notorietà nel 2008 classificandosi seconda alla prima edizione italiana del talent show X Factor e pubblicando il singolo di successo Non ti scordar mai di me.
Nella sua carriera ha ottenuto vari riconoscimenti, tra i quali un Premio Videoclip Italiano, un Sanremo Hit Award, due Venice Music Awards, cinque Wind Music Awards e il premio internazionale European Border Breakers Awards. 
Ha partecipato a quattro edizioni del Festival di Sanremo, nel 2011, 2014, 2017 e 2022 rispettivamente con Il mare immenso, Ti porto a cena con me, Fa talmente male e Miele.
È l'unica artista italiana, insieme a Baby K, ad avere ottenuto un disco di diamante per un singolo digitale, grazie a Roma-Bangkok.

## Biografia
Nata a Palermo il 18 aprile 1979 (anche se allo stato civile, per via di un errore, risulta essere nata un giorno prima), si trasferisce con i genitori Alessandro e Teresa e il fratello Michele ad Abbiategrasso, in provincia di Milano, dove trascorre la sua infanzia e la sua adolescenza, frequentando il Liceo Salvatore Quasimodo di Magenta. Si avvicina alla musica fin da piccola partecipando a concorsi canori. Dai 14 anni di età si dedica allo studio del canto, della chitarra e del pianoforte, oltre a esibirsi con diverse cover band di stili e generi differenti e a scrivere le prime canzoni nel 1997.

## Carriera

### 1998-2007: gli esordi
Nel 1998 comincia la sua carriera solista, venendo accompagnata per i successivi quattro anni da due differenti gruppi con cui si esibisce in piccoli club: i Prodigy of Peace e gli AllState51. Con i primi la cantante firma il brano autoprodotto Woe Is Me (contenuto nell'album P.O.P.) mentre con i secondi Won't U be (contenuto nella raccolta Chillout Masterpiece). 
Nel 2002 firma il suo primo contratto discografico con Warner Music Italy, portato avanti sino al 2006, con cui realizza Il party, brano dance pop e incalzante, scartato alle selezioni di Sanremo Nuove Proposte 2005. Nonostante la delusione patita e senza alcun produttore che la sostenesse, decide di continuare a dedicarsi alla musica e porta avanti il contratto editoriale con Sony Music. Per mantenersi lavora inoltre come cassiera da Esselunga.

### 2008-2010:X-Factor, la notorietà e il grande successo

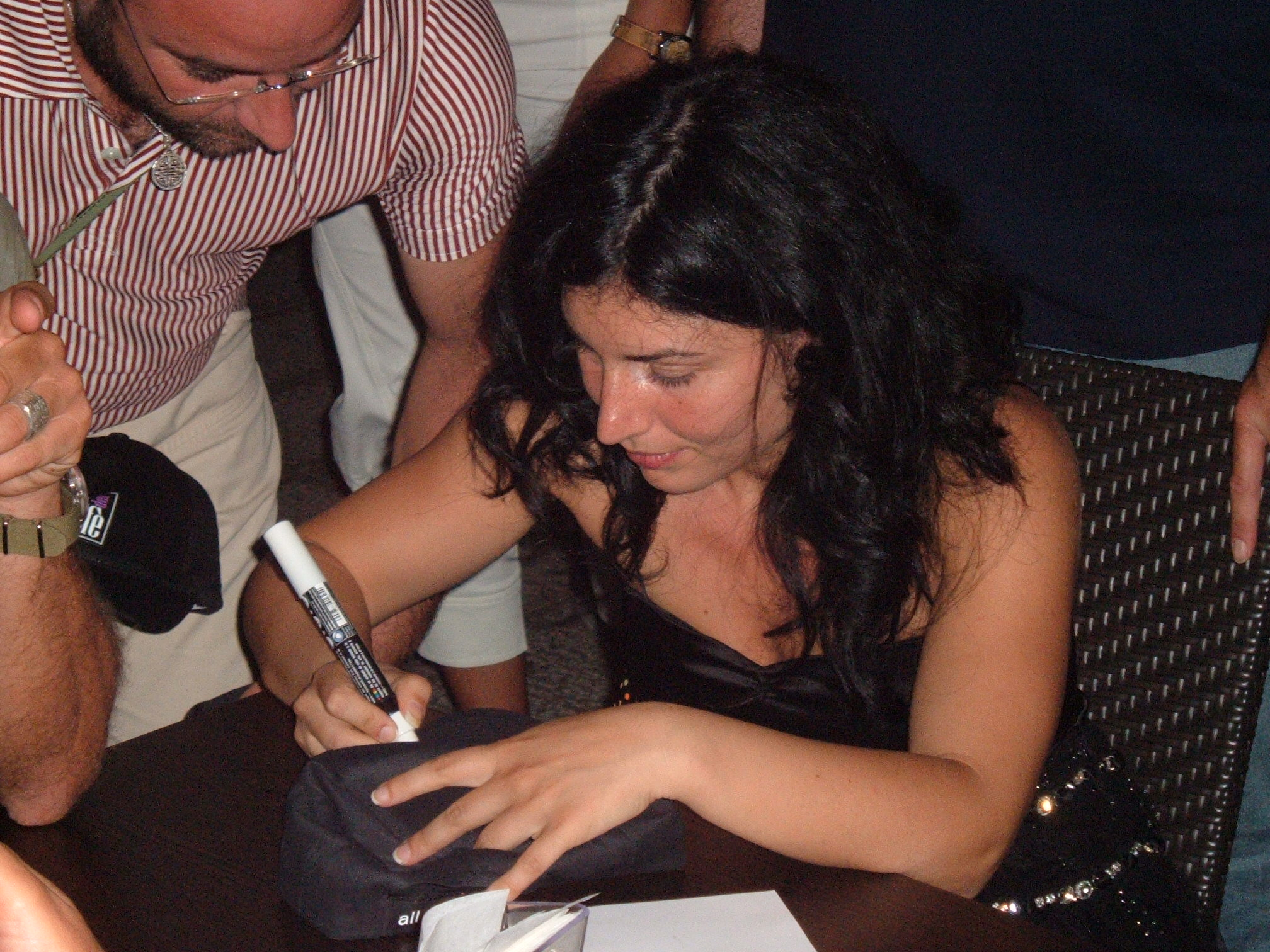
Giusy Ferreri mentre firma autografi nel 2008.

Nel 2008 partecipa alla prima edizione italiana di X Factor, dove viene notata dal giudice della categoria Over 25 Simona Ventura e da Cristiano Malgioglio, e si classifica seconda. L'inedito Non ti scordar mai di me, composto nelle musiche da Tiziano Ferro e Roberto Casalino e scritto da quest'ultimo, raggiunge il primo posto nella Top Singoli e il relativo videoclip, diretto da Cosimo Alemà, si aggiudica la vittoria nella categoria "Emergenti" al Premio Videoclip Italiano 2008. L'extended play dal titolo omonimo, certificato disco d'oro solo grazie alle vendite delle prenotazioni, esordisce direttamente alla 1ª posizione nella Classifica FIMI Album e viene certificato triplo disco di platino.
Il primo album di inediti, Gaetana, prodotto interamente da Ferro, anticipato dal singolo Novembre (che bissa il primato ottenuto da Non ti scordar mai di me), esordisce al secondo posto nella Classifica FIMI Album e arriva a vendere 490 000 copie, oltre a ottenere la certificazione platino dall'IFPI Greece. Il 12 marzo 2009 parte il Gaetana Tour al New Age Club di Roncade, in provincia di Treviso, che ottiene un discreto successo. Il 23 ottobre 2009 entra in rotazione radiofonica Ma il cielo è sempre più blu, che anticipa l'uscita del secondo album in studio (il primo di cover) intitolato Fotografie. Quasi in contemporanea all'uscita del suo secondo album, esce anche Supermarket, il cui titolo fa riferimento al suo precedente impiego come cassiera. Nonostante i tentativi della cantante di impedirne la pubblicazione e la diffusione, il Tribunale respinge la sua richiesta.
Il 14 gennaio 2010 la cantante viene premiata agli European Border Breakers Awards per l'album Gaetana. È la prima (e sinora unica) cantante femminile italiana ad avere ottenuto questo riconoscimento internazionale. Nei primi due anni di attività, Giusy Ferreri duetta con cantanti come Claudio Baglioni e Ornella Vanoni oltre che con Tiziano Ferro, Marracash e i Neri per Caso.

### 2011-2014: partecipazioni al Festival di Sanremo,Il mio universoeL'attesa

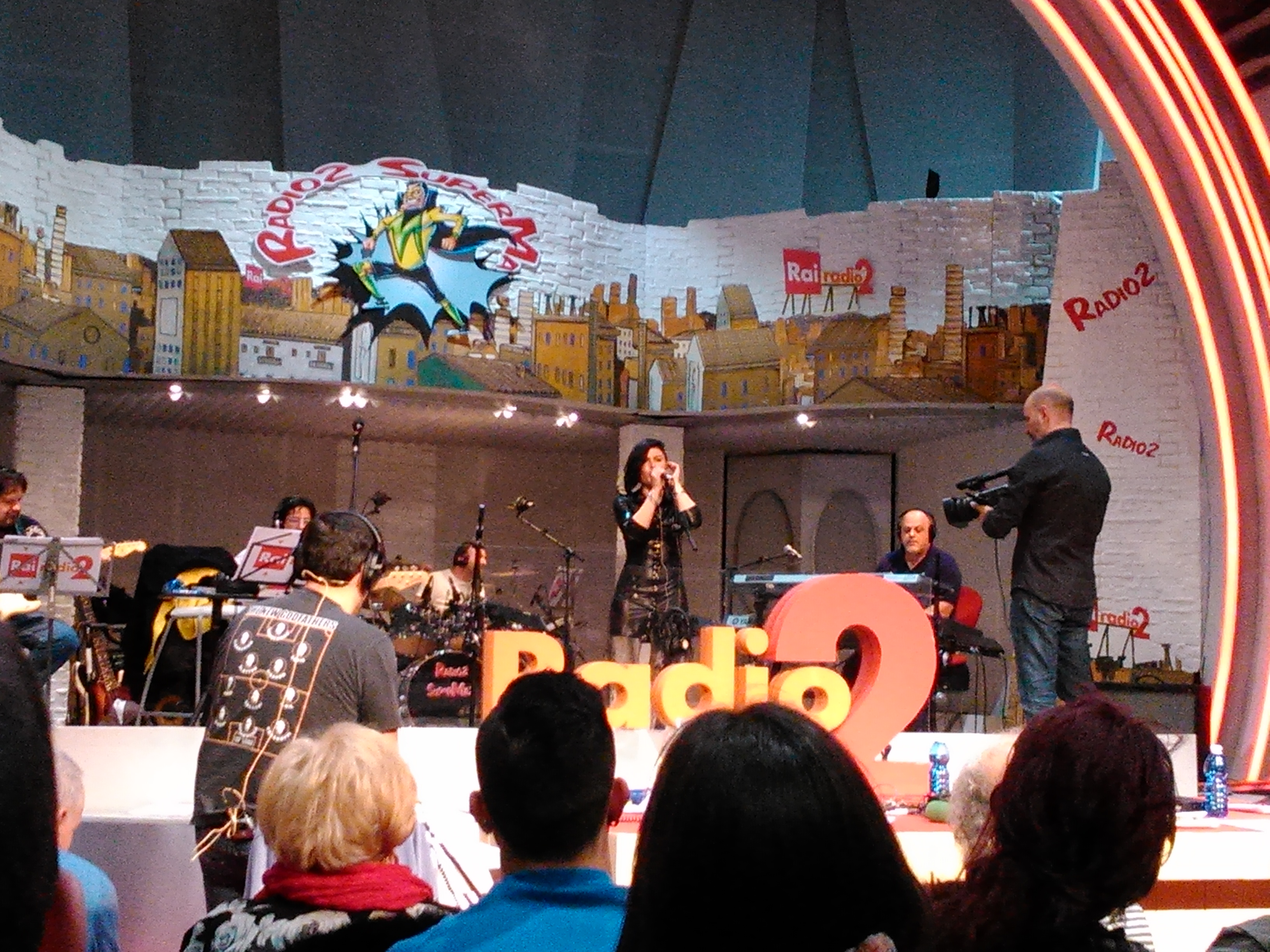
Giusy Ferreri durante un'esibizione negli studi di Radio 2 SuperMax nel 2014.

A febbraio 2011 Giusy Ferreri partecipa alla 61ª edizione del Festival di Sanremo con il brano Il mare immenso e si classifica decima. L'album Il mio universo non ottiene il successo dei precedenti, malgrado il tour, incominciato dall'Auditorium Parco della Musica il 7 maggio 2011, sia arrivato a toccare le principali città italiane. A fine anno, la cantante rivela, sulla propria pagina ufficiale Facebook, di essere stata lontana dalle scene a causa di un intervento alle corde vocali per rimuovere un polipo e attacca il proprio staff reo di non avere saputo salvaguardare le sue esigenze.
Dopo questo sfogo Giusy Ferreri rimane lontana dalle scene musicali per lavorare alla creazione dell'album L'attesa insieme con la cantautrice statunitense Linda Perry, Yoad Nevo ed Ermal Meta. Il 18 dicembre 2013 Fabio Fazio annuncia, attraverso un collegamento in diretta al TG1, la presenza della cantautrice al festival di Sanremo 2014, con Ti porto a cena con me e L'amore possiede il bene, dove consegue un nono posto. A fine anno Giusy Ferreri presenzia, in qualità di membro della commissione tecnica, ad Area Sanremo per la selezione di nuove proposte in occasione della 65ª edizione del Festival di Sanremo.

### 2015-2017:Roma-BangkokeGirotondo

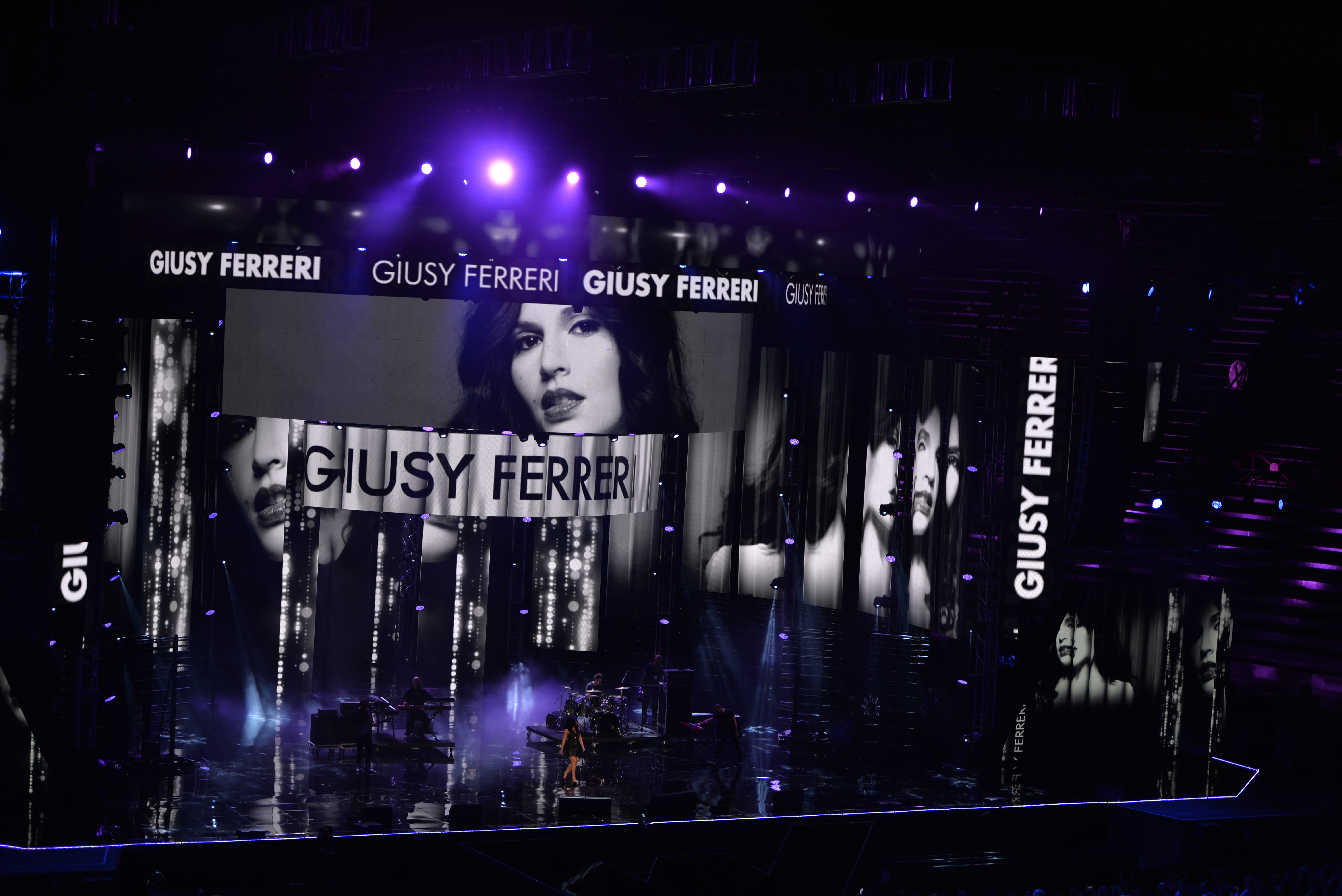
Giusy Ferreri esegue Volevo te all'Arena di Verona durante i Wind Music Awards 2016.

Il 2015 riserva alla cantante il ritorno al successo con Roma-Bangkok in cui duetta con la rapper Baby K. La canzone, certificata disco di diamante, ha raggiunto la prima posizione della Top Singoli ed è diventato il singolo italiano più venduto sul territorio dal 2010. Volevo te e la raccolta Hits portano nuovamente la cantautrice in auge.
Nei primi mesi del 2016 la cantante è occupata, insieme con Baby K, nella promozione estera di Roma-Bangkok per poi dedicarsi, da maggio a fine novembre, con l'Hits Tour, conclusosi a Tirana. È poi ospite sia della finale dell'edizione greca che della decima edizione italiana di X Factor.
Nel 2017 partecipa al sessantasettesimo Festival di Sanremo con Fa talmente male, eliminato durante la semifinale. Il brano ha anticipato l'uscita del quinto album Girotondo da cui sono stati estratti anche Partiti adesso e L'amore mi perseguita.

### 2018-2019:Amore e capoeira, decimo anno di carriera,Jamboe nuovi progetti
Nel 2018, suo decimo anno di carriera, la cantante è insegnante nel talent show Amici di Maria De Filippi, entrando nel cast già nel corso dell'anno precedente, e ospite al 68º Festival di Sanremo, duettando insieme a Roby Facchinetti e Riccardo Fogli nel brano Il segreto del tempo.
Da maggio a settembre l'artista è stata impegnata nel Girotondo Live Tour, durante il quale ha presentato dal vivo il singolo Amore e capoeira, realizzato con Takagi & Ketra e Sean Kingston, e lanciato sul mercato il 1º giugno 2018. Grazie al brano, certificato in Italia con cinque dischi di platino, la Ferreri si conferma l'artista con più settimane alla numero uno nella storia della classifica FIMI, superando Madonna e Vasco Rossi, consolidando la sua veste di hitmaker iniziata con l'esordio della sua carriera. La cantante durante l'estate del 2018 vince sia il Wind Summer Festival, sia il Premio FIMI che il Premio SIAE ai RTL 102.5 Power Hits. L'anno seguente il brano guadagnerà anche un SEAT Music Award Multiplatino.
Il 18 gennaio 2019 ha pubblicato il singolo Le cose che canto nel cui video è presente anche la figlia, e, a seguire, lancia la seconda collaborazione con Takagi e Ketra, nel singolo numero uno e triplo disco di platino Jambo, pubblicato il 24 maggio e vincitore di un altro premio SIAE.

### 2019-presente:Momenti perfetti,Cortometraggie nuovi progetti
Dopo il Giusy Ferreri Tour Live 2019 pubblica il 18 ottobre 2019 il brano Momenti perfetti e annuncia il Giusy Ferreri Tour Live 2020 che si sarebbe dovuto svolgere nei club italiani nel mese di marzo 2020. La serie di concerti viene rimandata a causa dell'emergenza Coronavirus. Nel frattempo ha preso parte al supergruppo Italian Allstars 4 Life che ha riunito oltre cinquanta artisti italiani per l'incisione del brano Ma il cielo è sempre blu, cover corale del brano di Rino Gaetano. I ricavati del singolo, pubblicato l'8 maggio 2020, sono stati devoluti alla Croce Rossa Italiana per sostenere Il Tempo della Gentilezza, progetto a supporto delle persone più fragili colpite dalla pandemia di COVID-19.
Il 24 giugno 2020, tramite il suo profilo Instagram annuncia l'uscita del suo nuovo singolo estivo La Isla, in collaborazione con Elettra Lamborghini in uscita il 29 giugno 2020. il 14 luglio dello stesso anno esce su Youtube il video ufficiale della canzone. Un anno dopo ha annunciato di essere al lavoro sul sesto album in studio, previsto per la primavera 2022. Il 4 dicembre 2021 viene ufficializzata al TG1 la sua partecipazione al Festival di Sanremo 2022, seguita il 15 dicembre successivo dall'annuncio del brano Miele. Il brano si classifica al 23º posto. Il 17 dicembre 2021 viene pubblicato il singolo Gli Oasis di una volta, tra i cui autori figura anche Gaetano Curreri. Annuncia successivamente il titolo dell'album, Cortometraggi, del quale viene svelata la tracklist, e che viene pubblicato il 18 febbraio 2022.
Il 9 novembre 2023 pubblica Il meglio di te, brano colonna sonora dell'omonimo film diretto da Fabrizio Maria Cortese.

#### Bloom
Ad aprile 2024 Ferreri presenta il suo nuovo progetto come voce dei Bloom, rock band da lei fondata con i musicisti Roberta Raschellà, Max Zanotti (ex cantante e chitarrista dei Deasonika) e Alessandro Ducoli, pubblicando il primo singolo È la verità.
Il 28 giugno esce l'album Hangover da cui vengono estratti i singoli Rose in velluto dark, La vita danza e Mai più.

## Stile musicale e influenze
Il suo primo album, Gaetana, che Cristiana Vianello di Musica e dischi ha definito come un lavoro «in cui nulla serve per fare numero ma tutto concorre a formare un capitolo essenziale di una storia», è caratterizzato da uno stile pop rock con influenze R&B e soul. Unica "voce" fuori dal coro è rappresentata dal brano Il party (scritto nel 2005) in cui è il genere dance a prevalere.
Dopo le riletture tratte dal canzoniere altrui contenute nell'album Fotografie, in cui, secondo la recensione di Musica e Dischi, Giusy Ferreri è riuscita a fare la differenza grazie alla sua particolare voce, nel successivo album dal titolo Il mio universo troviamo una Giusy Ferreri diversa: non solo cantante e con la consueta bella voce, ma anche capace di sfoderare una maturità e personalità interpretativa. Panorama ha definito l'album "dark-pop-rock", ma ancora vicino al semplice pop, in cui l'artista si è cimentata, per la prima volta in un suo album, come autrice di quattro brani contenuti nello stesso. Il mio universo rappresenta «un lavoro di ripartenza».
Nel suo quarto album, L'attesa, definito dalla cantante come «un secondo inizio», la cantautrice si è avvicinata anche a sonorità post-punk e darkwave dando sfogo all'introspezione che traspare in numerosi brani come La bevanda ha un retrogusto amaro, caratterizzato da toni psichedelici. Il successivo album dal titolo Girotondo ha visto la cantante trarre ispirazione per tutte le tracce contenute prettamente dal genere pop che viene poi contaminato da altre sonorità come il reggaeton e la new wave.

### Voce
(Giusy Ferreri descrive la sua voce.)
Sin da subito la voce di Giusy Ferreri viene paragonata a quella di Amy Winehouse, tanto da essere definita dai mass media italiani e stranieri la '"Amy Winehouse italiana". La stessa Giusy Ferreri ha dichiarato in un'intervista del 2008 che «mi sono prestata, arrendevole, alle esigenze del programma. Eravamo in piena esplosione delle nuove voci inglesi. Amy Winehouse e Duffy, e ci sono andati un po' forti con gli arrangiamenti che assecondavano l'onda.»
(Tiziano Ferro nel 2008 in un'intervista per il quotidiano Corriere della Sera.)
Il quotidiano italiano La Stampa la definisce nel 2015 come «una voce unica quanto inconfondibile che di questi tempi è un plus assoluto.»

## Vita privata
Giusy Ferreri è nata, come da lei dichiarato a OK salute e benessere, con una patologia da anomala conduzione cardiaca: la sindrome di Wolff-Parkinson-White. Tale sindrome le viene diagnosticata all'età di otto anni a seguito di un attacco di tachicardia parossistica. All'età di ventun anni, dopo due interventi, la cantante è guarita.
Dal 2008 Giusy Ferreri è fidanzata con il geometra Andrea Bonomo. La coppia ha una figlia di nome Beatrice, nata a Magenta (MI) il 10 settembre 2017.

## Discografia

### Solista
- 2008 – Gaetana
- 2009 – Fotografie
- 2011 – Il mio universo
- 2014 – L'attesa
- 2017 – Girotondo
- 2022 – Cortometraggi

### Con i Bloom
- 2024 – Hangover

## Tournée
- 2009 – Gaetana Club Tour & Gaetana Estate Tour[14]
- 2010 – Fotografie Tour[72]
- 2011 – Il mio universo Tour[23]
- 2015 – Giusy Ferreri Tour 2015
- 2016 – Hits Tour[35]
- 2018 – Girotondo Live[42]
- 2019 – Giusy Ferreri Tour Live 2019
- 2021 – Giusy Ferreri Tour Live 2021
- 2022 – Cortometraggi Tour
- 2023 – Giusy Ferreri Live 2023
- 2024 – Giusy Ferreri Live 2024
- 2025 – Giusy Ferreri Live 2025

## Riconoscimenti
2008
- Venice Music Award nella categoria "The voice"[73]
- Premio Videoclip Italiano con il video del brano Non ti scordar mai di me[13]
- Premio M.E.I (Meeting Etichette Indipendenti) nella categoria Miglior talento vocale

2009
- Premio Tributo ad Augusto come cantautrice rivelazione del 2008[74]
- Wind Music Award premio "multiplatino" (Non ti scordar mai di me) per le oltre 120 000 copie vendute
- Wind Music Award premio "multiplatino" (Gaetana) per le oltre 120 000 copie vendute

2010
- European Border Breakers Award per l'album Gaetana[17]
- Vittoria nel sondaggio, promosso da Sky Italia e MTV Hits, "Top 20 Ladies in Pop"[75]
- Wind Music Award premio "oro" (Fotografie) per le oltre 35 000 copie vendute
- Premio X Italy - Talento Giovane[76]
- Venice Music Awards premio "multi platinum award" (Gaetana) per le oltre 400 000 copie vendute[10]

2011
- Premio Lunezia nella categoria Sanremo, premio al valore musical-letterario della canzone italiana per il brano Il mare immenso[77]
- Vittoria nel sondaggio, promosso da Sky Italia e MTV Hits, "Top 20 Summer Hits" con il brano Piccoli dettagli[78]

2012
- Premio Sanremo Hit Award nella categoria Airplay per Il mare immenso[79]

2014
- Premio Limone D'Oro per il brano Non ti scordar mai di me[80]
- Citazione nel Dizionario del pop-rock Zanichelli 2015[81]

2015
- Vevo Queen al concorso The Year in Vevo con il video del brano Roma-Bangkok
- Teamwork al concorso The Year in Vevo con il video del brano Roma-Bangkok

2016
- Vevo Certified per il video di Roma-Bangkok insieme a Baby K[82]
- Wind Music Award premio "platino" (Volevo te) per le oltre 50 000 copie vendute[30]
- Wind Music Award premio "multiplatino" (Roma-Bangkok) per le oltre 350 000 copie vendute[30]

2018
- RTL 102.5 Power Hits – Premio FIMI per Amore e capoeira (con Takagi & Ketra) come brano più venduto in estate
- RTL 102.5 Power Hits – Premio SIAE per Amore e capoeira (con Takagi & Ketra) come brano più suonato in estate negli eventi e nei locali
- Wind Summer Festival come Canzone dell'estate con il brano Amore e capoeira (con Takagi & Ketra)

2019
- Vevo Certified per il video di Amore e capoeira insieme a Takagi & Ketra e Sean Kingston
- Wind Music Award premio "multiplatino" (Amore e capoeira) per le oltre 200 000 copie vendute[30]
- RTL 102.5 Power Hits – Premio SIAE per Jamboo (con Takagi & Ketra) come brano più suonato in estate negli eventi e nei locali

### Candidature
2009
- Candidatura al Coca Cola Live @ MTV - The Summer Song come Canzone dell'estate con il brano La scala (The Ladder)[83]
- Nomination agli MTV Europe Music Awards 2009 nella categoria Miglior artista italiano[84]

2011
- Partecipazione in gara al Festival di Sanremo 2011, Categoria Big, con il brano Il mare immenso (10º posto)
- Nomination ai TRL Awards 2011 nella categoria Best Talent Show Artist

2014
- Partecipazione in gara al Festival di Sanremo 2014, Categoria Big, con il brano Ti porto a cena con me (9º posto)
- Candidatura al Coca-Cola Summer Festival come Canzone dell'estate con il brano Inciso sulla pelle[85]

2015
- Candidatura al Coca-Cola Summer Festival come Canzone dell'estate con il brano Roma-Bangkok[86]
- Candidatura nella categoria Italians do it better al concorso The Year in Vevo con il video del brano Roma-Bangkok

2016
- Candidatura al Coca-Cola Summer Festival come Canzone dell'estate con il brano Volevo te[87]

2017
- Partecipazione in gara al Festival di Sanremo 2017, Categoria Big, con il brano Fa talmente male (20º posto)
- Candidatura al Wind Summer Festival come Canzone dell'estate con il brano Partiti adesso[88]

2018
- Candidatura RTL 102.5 Power Hits Estate per Amore e capoeira (con Takagi & Ketra)

2019
- Candidatura RTL 102.5 Power Hits Estate per Jambo (con Takagi & Ketra)